# Book of Bad Decisions
Albums de Clutch
Psychic Warfare
(2015)
Book of Bad Decisions est le douzième album studio du groupe américain de stoner rock Clutch, sorti le 7 septembre 2018 sur le label Weathermaker Music.

## Liste des chansons
| No  | Titre                 | Durée |
| --- | --------------------- | ----- |
| 1.  | Gimme the Keys        | 3:33  |
| 2.  | Spirit of '76         | 3:39  |
| 3.  | Book of Bad Decisions | 3:23  |
| 4.  | How to Shake Hands    | 3:52  |
| 5.  | In Walks Barbarella   | 3:49  |
| 6.  | Vision Quest          | 3:18  |
| 7.  | Weird Times           | 3:09  |
| 8.  | Emily Dickinson       | 5:06  |
| 9.  | Sonic Counselor       | 3:28  |
| 10. | A Good Fire           | 3:44  |
| 11. | Ghoul Wrangler        | 4:28  |
| 12. | H.B. Is in Control    | 3:01  |
| 13. | Hot Bottom Feeder     | 3:34  |
| 14. | Paper & Strife        | 3:02  |
| 15. | Lorelei               | 5:48  |